# Recife Open Internacional de Tenis 2011
Il Recife Open Internacional de Tenis 2011 è stato un torneo professionistico di tennis maschile giocato sul cemento. È stata la 1ª edizione del torneo, facente parte dell'ATP Challenger Tour nell'ambito dell'ATP Challenger Tour 2011. Si è giocato a Recife in Brasile dal 26 settembre al 2 ottobre 2011.

## Partecipanti

### Teste di serie
| Nazionalità | Giocatore              | Ranking* | Testa di serie |
| ----------- | ---------------------- | -------- | -------------- |
| Brasile     | Ricardo Mello          | 121      | 1              |
| Brasile     | Rogério Dutra da Silva | 122      | 2              |
| Brasile     | Júlio Silva            | 163      | 3              |
| Germania    | Denis Gremelmayr       | 166      | 4              |
| Portogallo  | Gastão Elias           | 226      | 5              |
| Cile        | Jorge Aguilar          | 238      | 6              |
| Brasile     | Ricardo Hocevar        | 250      | 7              |
| Germania    | Peter Gojowczyk        | 299      | 8              |

- 1 Ranking al 19 settembre 2011.

### Altri partecipanti
Giocatori che hanno ricevuto una wild card:
- Thiago Alves
- José Pereira
- Bruno Sant'Anna
- João Pedro Sorgi

Giocatori che sono passati dalle qualificazioni:
- Marcelo Demoliner
- Nicolás Massú
- Joaquín-Jesús Monteferrario
- Pedro Sousa

## Campioni

### Singolare
Ricardo Mello ha battuto in finale  Rogério Dutra da Silva con il punteggio di 7–6(5), 6–3

### Doppio
Guido Andreozzi /  Marcel Felder hanno battuto in finale  Rodrigo Grilli /  André Miele con il punteggio di 6–3, 6–3